# 셀라피엘

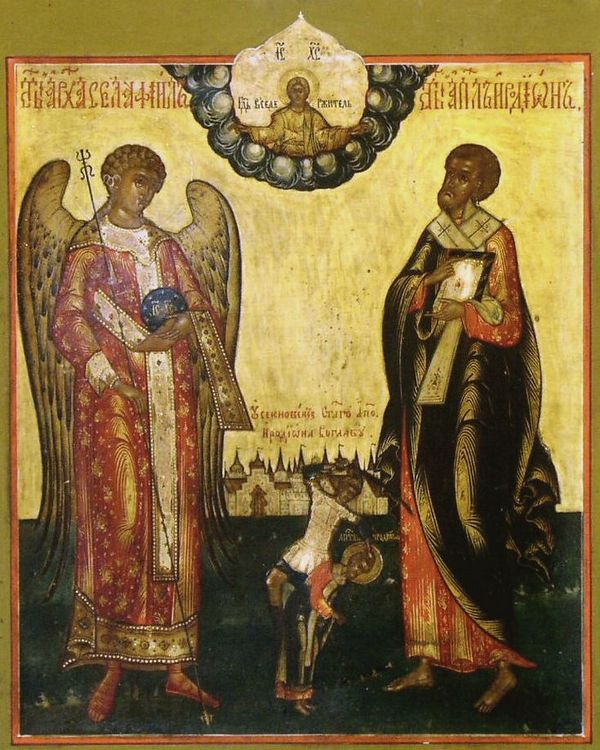
파트라스의 헤로디온과 대천사 셀라피엘

셀라피엘(Selaphiel)은 동방 정교회 전승에서 일곱 대천사 가운데 한 명으로, 때때로 에스드라 2서에 나오는 살라티엘과 동일시된다. 셀라티엘(아람어: צלתיאל, 히브리어: שאלתיאל)이라고도 부른다.

## 성경 구절
셀라피엘은 유대교와 기독교의 위경 아담과 하와의 책 제1서 31장 6절에 등장한다. 해당 본문을 보면 하느님이 셀라피엘과 수리엘을 아담과 하와에게 보내 사탄의 속임수로부터 벗어나도록 높은 산꼭대기의 동굴로 데려다 주라고 지시했다.
일부 기독교 전승에서는 창세기 16장 7-12절에서 하갈에게 나타난 천사와 요한 묵시록 8장 3-4절에서 지상에 있는 사람들이 바치는 기도를 천국에 있는 하느님에게 전달하는 천사가 셀라피엘이라고 한다. “다른 천사 하나가 금향로를 들고 제단 앞에 와 섰습니다. 그 천사는 모든 성도들의 기도를 향에 섞어서 옥좌 앞에 있는 황금 제단에 드리려고 많은 향을 받아들었습니다. 그러자 그 천사의 손으로부터 향의 연기가 성도들의 기도와 함께 하느님 앞으로 올라갔습니다.”

## 수호
셀라피엘은 종종 동방 정교회 전승에서 기도하는 사람들과 예배드리는 사람들을 수호하는 천사로 비춰진다. 일부 정교회 전승에 따르면, 그는 사람들이 꿈을 해석하는 것을 돕고, 중독자들이 각종 중독을 끊기 위해 도우며, 어린아이들을 보호하고, 구마 예식을 주재하며, 천국에서 음악을 담당한다고 한다. 정교회 신자들은 기도 중 분심에 들거나 냉담 상태에 빠질 경우 셀라피엘에게 전구를 청한다.

## 성화
셀라피엘은 겸손한 자세로 시선을 아래로 향하고 두 팔을 가슴 위에 교차시킨 모습으로 그려진다. 또한 때때로 무릎을 꿇은 상태에서 향로를 들고 기도하는 모습으로도 그려진다. 기도하는 자세는 그의 특징이다.

## 참조
1. ↑  Yuri V. Konyev. “Names and Ranks of Angels”. 3saints.com. 2012년 2월 6일에 원본 문서에서 보존된 문서. 2011년 12월 5일에 확인함.
2. ↑  “The heavenly host and our modern life”. Holy-transfiguration.org. 2011년 12월 5일에 확인함.
3. ↑  “The rational heavenly powers”. Holy-transfiguration.org. 2011년 12월 5일에 확인함.